# Warming Up to the Ice Age
| Recensione                        | Giudizio |
| --------------------------------- | -------- |
| AllMusic                          | [ 1 ]    |
| Robert Christgau                  | B        |
| The New Rolling Stone Album Guide | [ 3 ]    |
| Piero Scaruffi                    | [ 4 ]    |
| Dizionario del Pop-Rock           | [ 5 ]    |
| 24.000 dischi                     | [ 6 ]    |

Warming Up to the Ice Age è il settimo album di John Hiatt, pubblicato dalla Geffen Records nel gennaio del 1985.

## Tracce
Brani composti da John Hiatt, eccetto dove indicato.
Lato A
1. The Usual – 3:45
2. The Crush – 4:10
3. When We Ran – 4:41
4. She Said the Same Things to Me – 3:59
5. Living a Little, Laughing a Little – 4:01 (Thom Bell, Linda Creed)

Durata totale: 20:36
Lato B
1. Zero House – 3:42
2. Warming Up to the Ice Age – 3:41
3. I'm a Real Man – 2:30
4. Number One Honest Game – 4:23
5. I Got a Gun – 3:44

Durata totale: 18:00

## Formazione
The Self Help Group
- John Hiatt - voce solista, chitarre
- Randy McCormick - tastiere
- Jesse Boyce - basso
- Jesse Boyce - chitarra ritmica (brano: The Crush)
- Larry Londin - batteria

Musicisti aggiunti
- Elvis Costello - voce aggiunta (brano: Living a Little, Laughing a Little)
- Bobby King - voce aggiunta (brano: The Crush)
- Willie Greene, Jr. - voce basso (brani: She Said the Same Things to Me e The Crush)
- Frieda Woody - voce aggiunta (brano: She Said the Same Things to Me e The Crush)
- Tracy Nelson - accompagnamento vocale, coro (brani: Living a Little, Laughing a Little e Number One Honest Game)
- Anita Baugh - accompagnamento vocale, coro (brani: Living a Little, Laughing a Little e Number One Honest Game)
- Diane Davidson - accompagnamento vocale, coro (brani: Living a Little, Laughing a Little e Number One Honest Game)
- Mack Gayden - chitarra ritmica (brano: She Said the Same Things to Me)
- Jon Goin - chitarre (brano: Living a Little, Laughing a Little)
- Jon Goin - chitarra ritmica (brano: Warming Up to the Ice Age)
- Jon Goin - chitarra solista (brano: Zero House)
- Shane Keister - tastiere (brano: Living a Little, Laughing a Little)
- Jerry Hey - tromba (brani: The Usual e The Crush)
- Gary Grant - tromba (brani: The Usual e The Crush)
- Chuck Findley - trombone (brani: The Usual e The Crush)
- Bill Reichenbach - trombone (brani: The Usual e The Crush)
- Larry Williams - sassofono (brani: The Usual e The Crush)
- Kim Hutchcroft - sassofono (brani: The Usual e The Crush)